# Ignazio La Russa
Ignazio La Russa (Paternò, 18 de julio de 1947) es un abogado y político italiano, antiguo ministro y miembro del partido Hermanos de Italia. Desde octubre de 2022 ocupa el cargo de Presidente del Senado de Italia.

## Biografía
De origen siciliano, vivió en Milán. Hijo de Antonino La Russa, antiguo senador del Movimiento Social Italiano (MSI). Estudió un liceo de San Galo, para después hacer sus estudios en una universidad de Suiza alemana, así como en la universidad de Pavía, donde obtuvo el grado de jurista.
Como abogado, asumió la defensa de las partes civiles en los procesos para los homicidios de Sergio Ramelli en Milán y Graziano Giralucci y Giuseppe Mazzola en Padua, todos ellos causados por las Brigadas Rojas.

### Carrera política
Miembro del Movimiento Social Italiano desde muy joven, fue elegido consejero regional de Lombardía en 1985 y diputado en 1992. Fue reelegido en 1994 en las listas del MSI. En 1995, es uno de los fundadores de la Alianza Nacional, nuevo partido conservador creado sobre las cenizas del MSI por Gianfranco Fini. Conserva su escaño de diputado en 1996, 2001 y 2006 bajo las listas de la Alianza Nacional, pero en 2008 vuelve a cambiar y se presenta ahora por El Pueblo de la Libertad. Se despide del parlamento el 7 de mayo de 2008 por formar parte del Gobierno Berlusconi como ministro de Defensa, puesto que conserva hasta la dimisión del Gobierno el 12 de noviembre de 2011. Será reemplazado por el almirante Giampaolo Di Paola.

### Hermanos de Italia
En diciembre de 2012, del partido de Silvio Berlusconi El Pueblo de la Libertad se desgaja Hermanos de Italia, una nueva formación de la derecha italiana. La Russa será elegido diputado en las elecciones generales de Italia de 2013. Situándose en la oposición al Gobierno Letta, sin embargo es elegido presidente de comisión permanente de la Cámara de Diputados con el espaldarazo de su partido y El Pueblo de la Libertad el 7 de mayo de 2013. 
Ha sido parlamentario de manera continuada durante veintiséis años, tras su reelección en las elecciones generales de Italia de 2018.